# Matadouro Municipal de Lisboa
O Matadouro Municipal de Lisboa foi erguido em 1863, com projeto do arquiteto francês Pierre-Joseph Pesarat. Ocupava uma área de mais de 13.000 metros quadrados no antigo lugar da Cruz do Tabuado, depois largo do Matadouro e atual praça José Fontana, em Lisboa. Foi encerrado em 1955 e demolido em meados dos anos 1970.